# Malice (Band)
Malice ist eine US-amerikanische Heavy-Metal-Band. Sie wurde 1980 gegründet und bestand zunächst bis 1989. 2006 kam es zur Neugründung, an der sich drei Mitglieder der ursprünglichen Besetzung beteiligten.

## Geschichte
Malice wurde 1980 von Gitarrist Jay Reynolds und Sänger James Neal gegründet, die in Portland zusammen in der Gruppe The Ravers gespielt hatten. Sie zogen zusammen nach Los Angeles, wo sie bereits kurz nach ihrer Ankunft mit dem Gitarristen Mick Zane, dem Bassisten Mark Behn und dem Schlagzeuger Pete Laufman an ersten Demos zu arbeiten begannen.
Die erste Veröffentlichung der Gruppe ergab sich 1982, als der Herausgeber des Fanzines The Heavy Metal Revue, Brian Slagel, einen Heavy-Metal-Sampler mit dem Titel Metal Massacre, Vol. 1 veröffentlichte, der nur Beiträge von Gruppen enthielt, die noch keinen Plattenvertrag besaßen. Neben Malice und anderen Bands waren darauf auch die Gruppen Bitch, Cirith Ungol und Metallica vertreten, doch nur Malice hatte zwei Titel zu dem Album beigetragen, nämlich Captive of Light und Kick You Down. Eduardo Rivadavia von Allmusic bescheinigt der Veröffentlichung, sie habe „deutlich erwachsener geklungen als Metallicas Beitrag“, Hit the Lights. Doch während Metallica wenig später einen Vertrag bei Megaforce Records erhielten und beispielsweise Slayer auf Slagels Label Metal Blade Records unterkamen, blieb Malice zunächst ein Vertrag verwehrt.
Die Gruppe fand später doch noch ein interessiertes Label und unterschrieb bei Atlantic Records. Ihr Debütalbum In the Beginning erschien 1985 und damit zu einer Zeit, als Metallica und andere Gruppen den klassischen Heavy Metal revolutioniert und dadurch Thrash Metal geschaffen hatten. Malice orientierte sich klanglich stark an Judas Priest. Nach verschiedenen Tourneen mit Alice Cooper, Queensrÿche und W.A.S.P. nahm die Gruppe ihr zweites Album, Licence to Kill (1987) auf.
Von den einschlägigen deutschen Magazinen wurden die Platten der Gruppe sehr positiv aufgenommen, das Magazin Rock Hard vergab für jedes von ihnen mindestens 9 von 10 erreichbaren Punkten. Götz Kühnemund schrieb 1985, das Debütalbum enthalte „neun absolute Hymnen,“ Malice habe durch „die unglaubliche Sirenenröhre von Sänger James Neal (der beste nach Dio!)“ Judas Priest „längst übertroffen und weit hinter sich gelassen.“ Holger Stratmann nahm 1987 in der Rezension zum zweiten Album Bezug auf einen Artikel aus dem Jahr 1985 und schrieb: „Schon damals, als wir in Nr. 13 unsere Titelstory machten, wollte niemand so recht glauben, daß diese fünf Lederboys die Stars von übermorgen sind.“
Dennoch blieb die Gruppe ein Insidertipp. Nach der Veröffentlichung von Licence to Kill billigte man Malice nur den Platz als Vorgruppe von Slayer auf deren Europa-Tournee zu. Gefrustet von dem mäßigen Erfolg verließ Jay Reynolds die Band, um Chris Poland bei Megadeth zu ersetzen, stieg nach einem Streit mit Dave Mustaine jedoch wieder aus und kehrte zu seiner Band zurück. Kurz darauf kündigte Atlantic Records den Plattenvertrag. Malice veröffentlichte 1989 noch eine EP mit dem Titel Crazy in the Night, für die sie Mark Weitz als Ersatz für den inzwischen ausgestiegenen Sänger James Neal verpflichtete. Die EP erschien beim Metal Blade-Label, wenig später löste sich die Gruppe auf.
Jay Reynolds wurde 2006 Gitarrist bei Metal Church, stieg dort jedoch im selben Jahr wieder aus, um mit Mark Behn, Mick Zane, dem Black-’n-Blue-Schlagzeuger Pete Holmes und dem Sänger Brian Allen Malice wiederzubeleben. Es erfolgte noch einmal ein Besetzungswechsel, als Allen durch James Rivera (Helstar) ersetzt wurde. Im Mai 2012 veröffentlichte Malice das Album New Breed of Godz, das acht Neuaufnahmen alter Songs sowie vier neue Titel enthält. Das Album erschien bei der deutschen Firma SPV. Gitarrist Mick Zane starb am 23. Dezember 2016 an einem Hirntumor.

## Diskografie
- 1985: In the Beginning... (Album, Atlantic Records)
- 1986: Licence to Kill (Album, Atlantic Records)
- 1989: Crazy in the Night (EP, Metal Blade Records)
- 2008: The Rare and Unreleased (Album, Kompilation, Malice Records)
- 2012: New Breed of Godz (Album, Steamhammer)